# Freeway Park
Freeway Park es un parque urbano en la ciudad de Seattle, la más importante del estado de Washington (Estados Unidos). Cconecta Downtown Seattle con el Centro de Convenciones del Estado de Washington y First Hill. El parque se encuentra sobre una sección de la Interestatal 5 y un gran estacionamiento de propiedad de la ciudad; la Octava Avenida también pasa por encima del parque. Una mezcla inusual de arquitectura brutalista y vegetación, el parque de 21 000 m², diseñado por la oficina de Lawrence Halprin bajo la supervisión de Angela Danadjieva, abierto al público el 4 de julio de 1976. Una adición posterior al parque inaugurado en 1982 serpentea varias cuadras hasta First Hill, con una escalera y una rampa para sillas de ruedas.
Una serie de crímenes, en particular un asesinato el 18 de enero de 2002, le dio al parque una reputación breve como un refugio para el crimen y dio lugar a pedidos de un rediseño radical. Al principio, muchos atribuyeron los peligros al diseño del parque. Un grupo de vecinos formado bajo el nombre Freeway Park Neighborhood Association (FPNA) colaboró con el departamento de parques y recreación de la ciudad para producir un "plan de activación" para el parque, publicado en 2005 como "Una nueva visión para Freeway Park". El informe concluyó que los problemas del parque podrían remediarse con numerosos pequeños cambios: aumento de las patrullas de seguridad, mejor iluminación, poda de ciertas plantas y, sobre todo, mayor uso, tanto en términos de eventos organizados como simplemente alentando a más visitantes del centro de convenciones a usar el parque. La estrategia, implementada solo parcialmente a A 2005, parece estar teniendo éxito: según David Brewster de la FPNA, la delincuencia en el parque ha bajado un 90 % en comparación con 2002. El parque fue renovado en 2008 y renombrado en honor al líder cívico Jim Ellis.
El parque es también un paisaje cultural y un parque que sienta un precedente que define una nueva tipología de uso del suelo para las ciudades estadounidenses. Fue incluido en el Registro Nacional de Lugares Históricos en 2019.
La arquitectura única del parque lo ha hecho famoso entre los entusiastas del parkour. La Federación Mundial de Parkour de Freerunning incluyó a Freeway Park en segundo lugar en su lista de las siete mejores ubicaciones de parkour del mundo.

## Galería

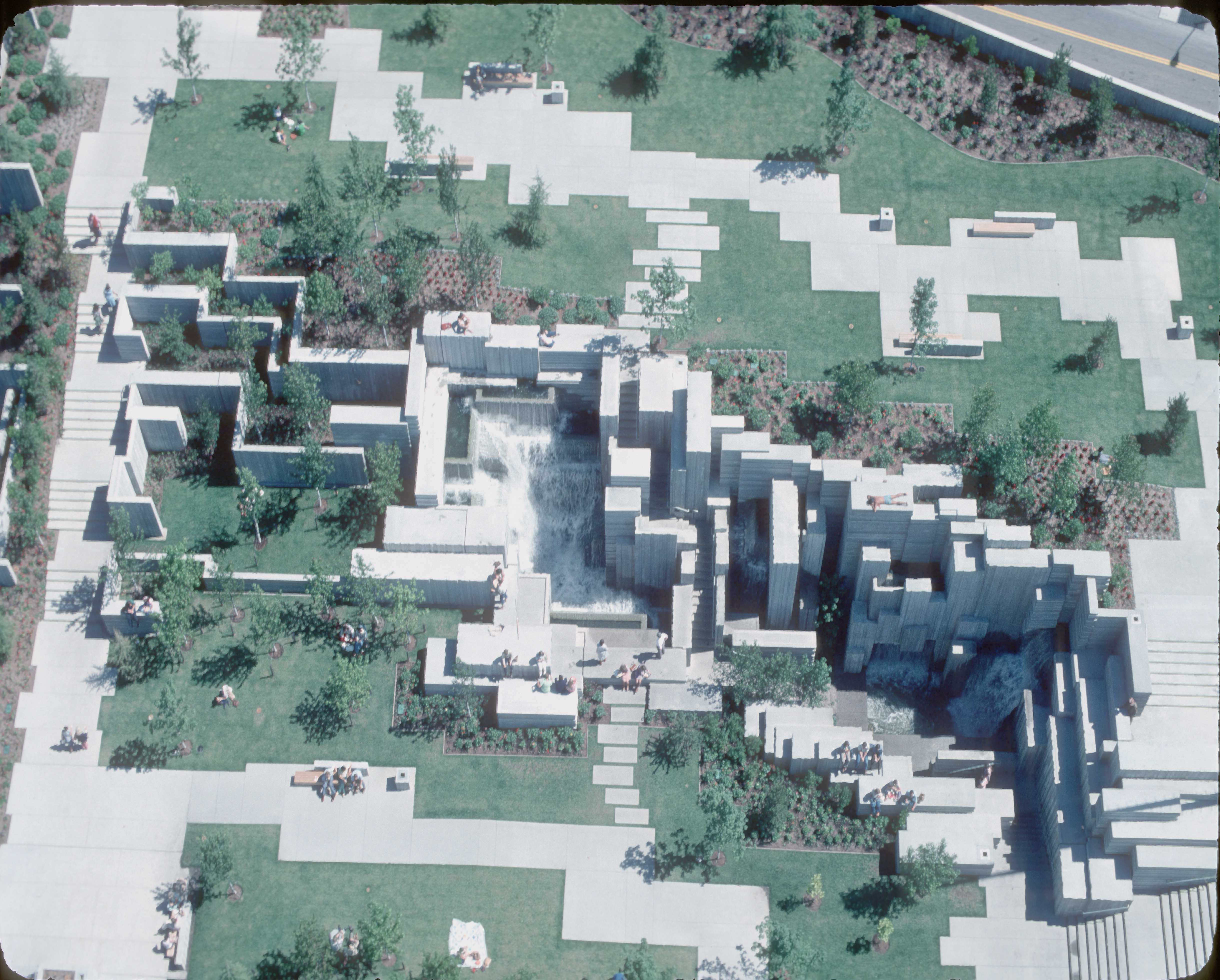
Vista aérea en 1970
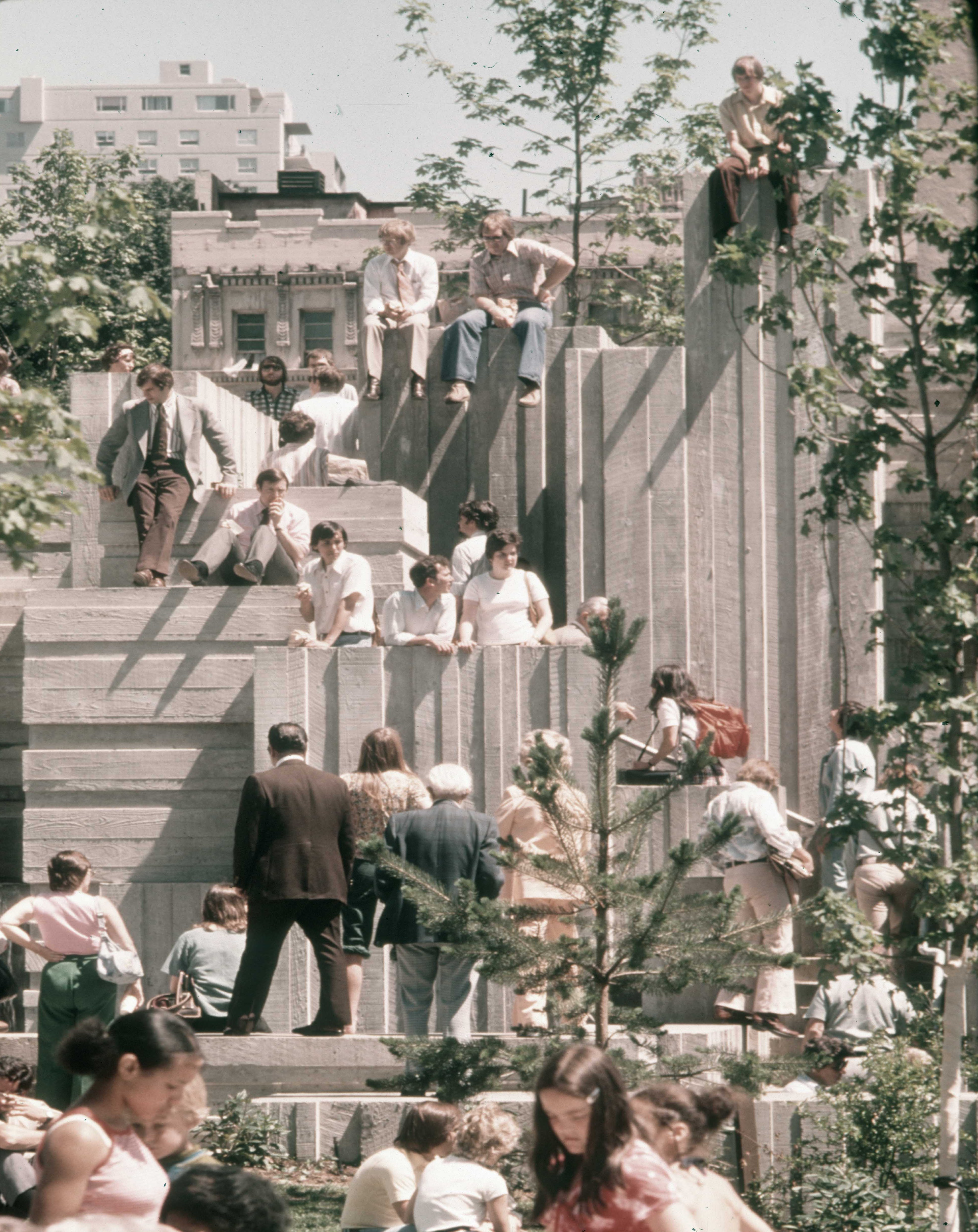
El parque hacia 1970
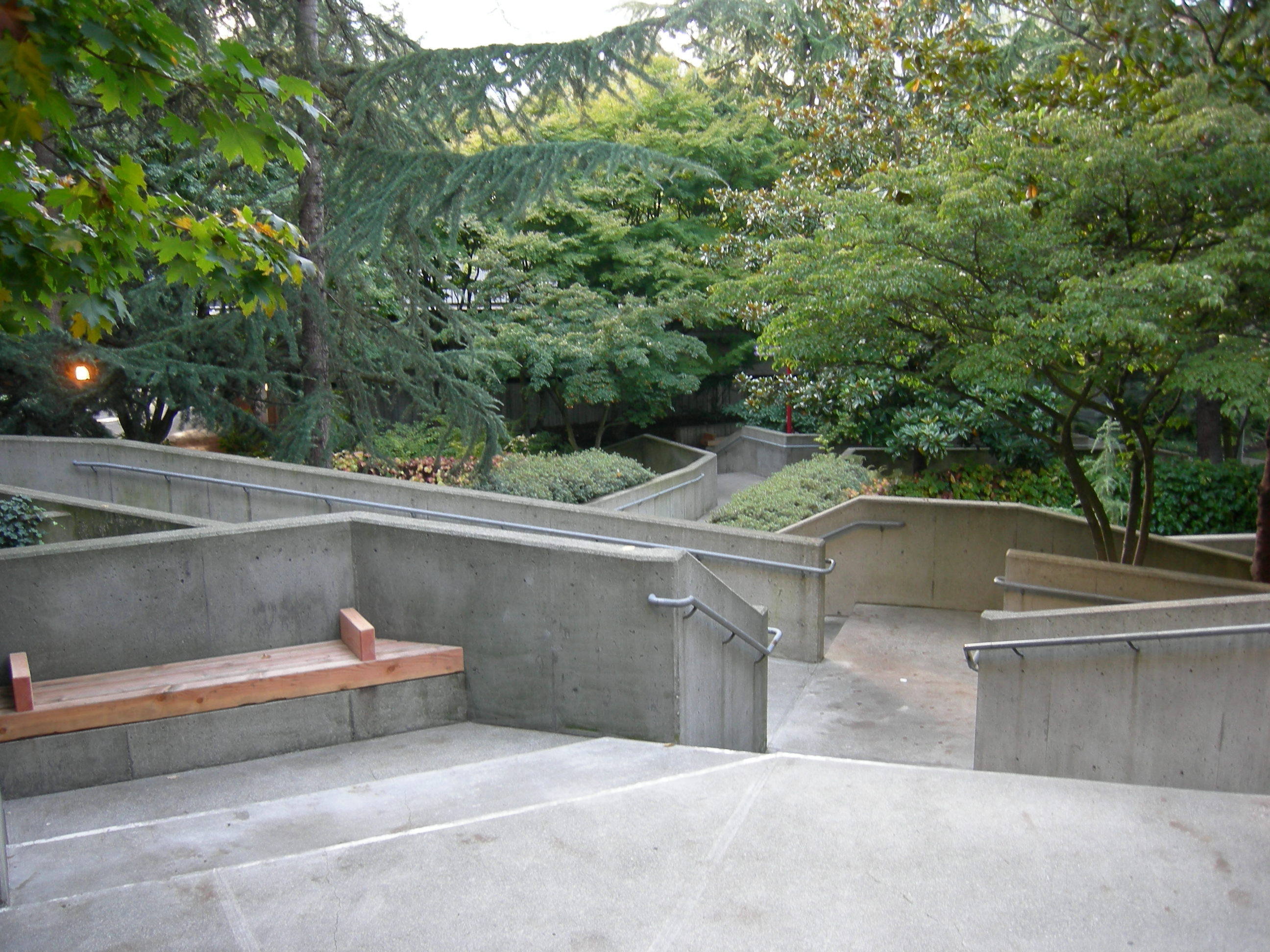
Escaleras y rampas
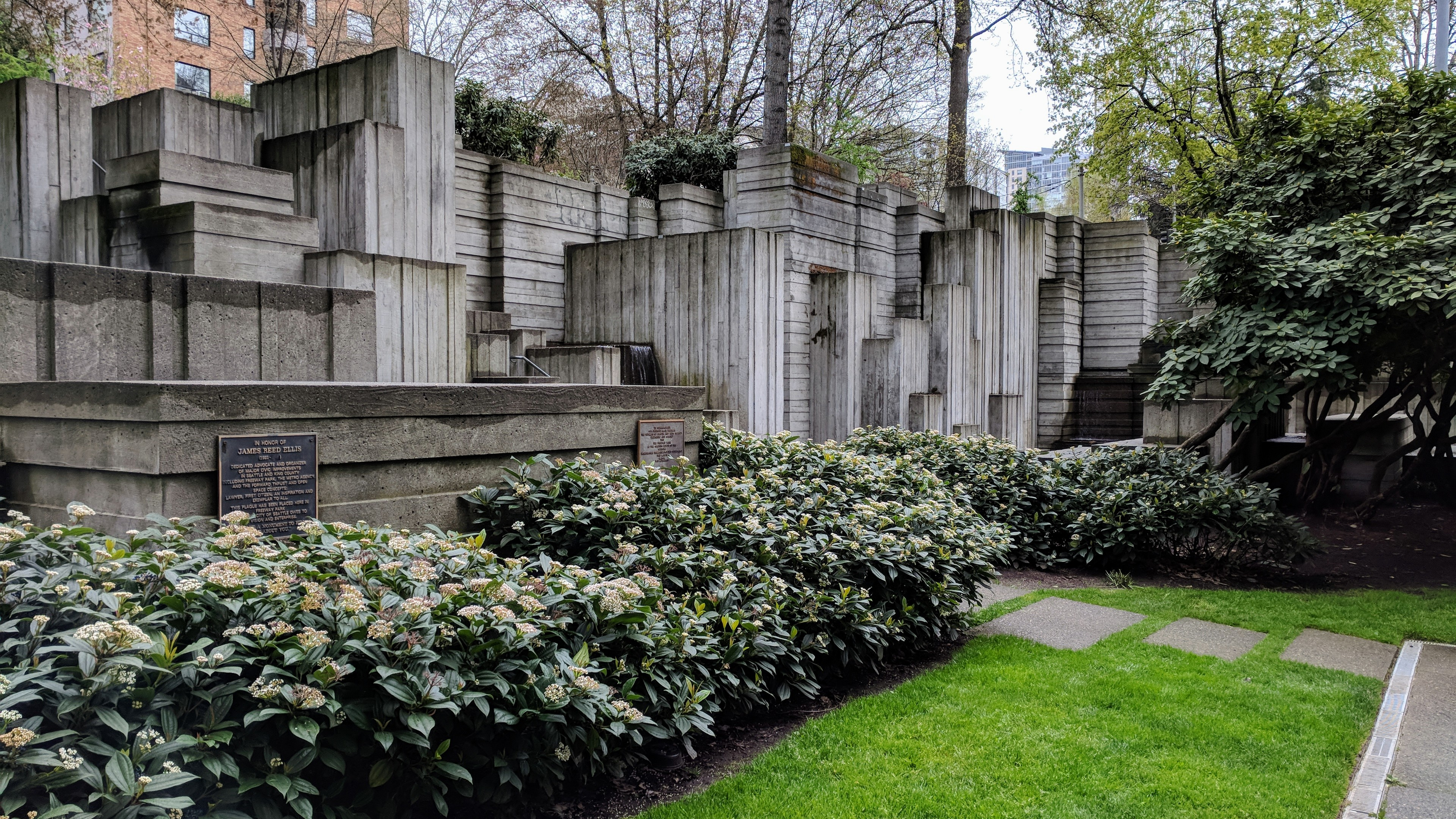
Estructura brutalista
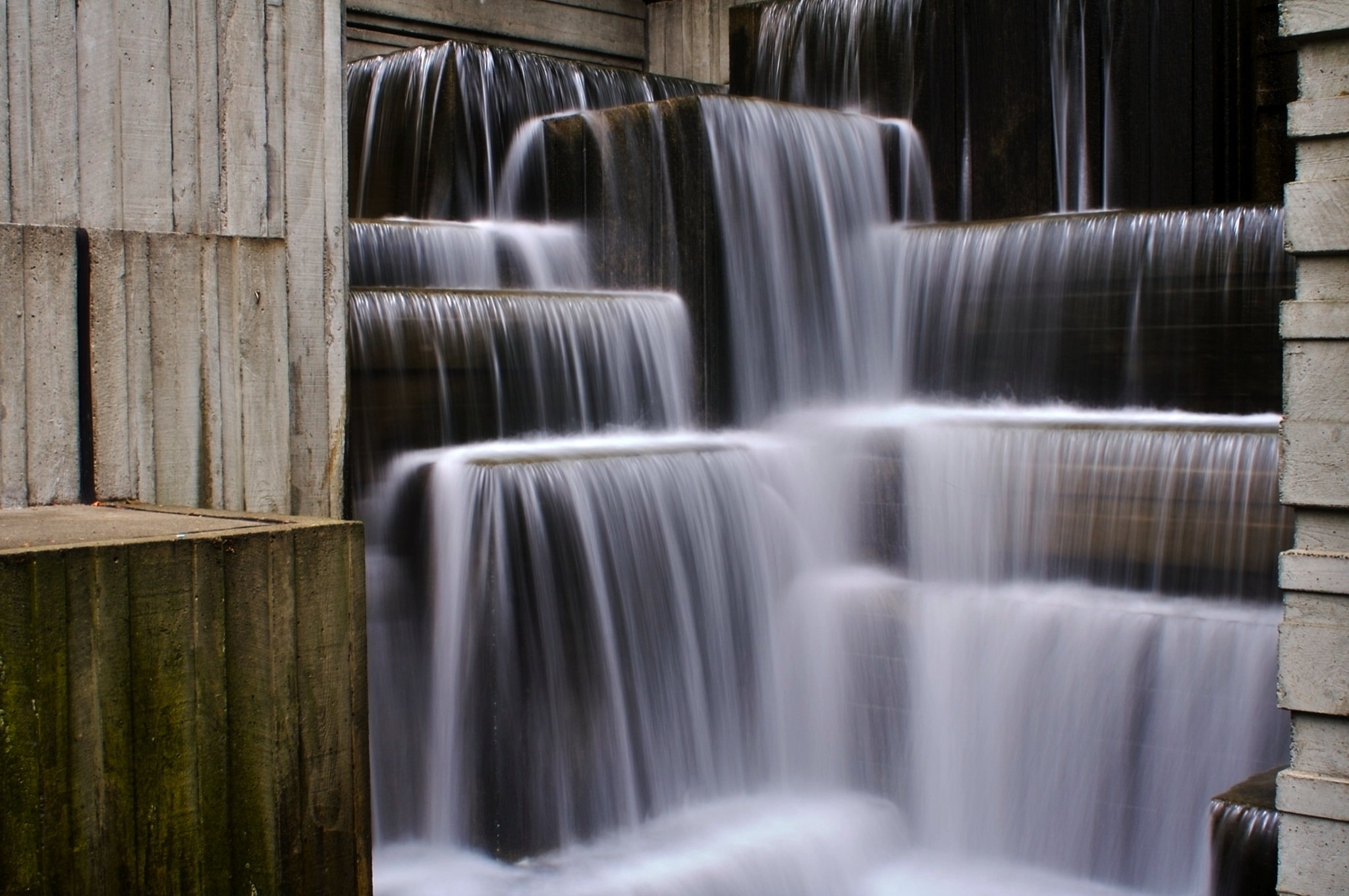
Detalle de la fuente
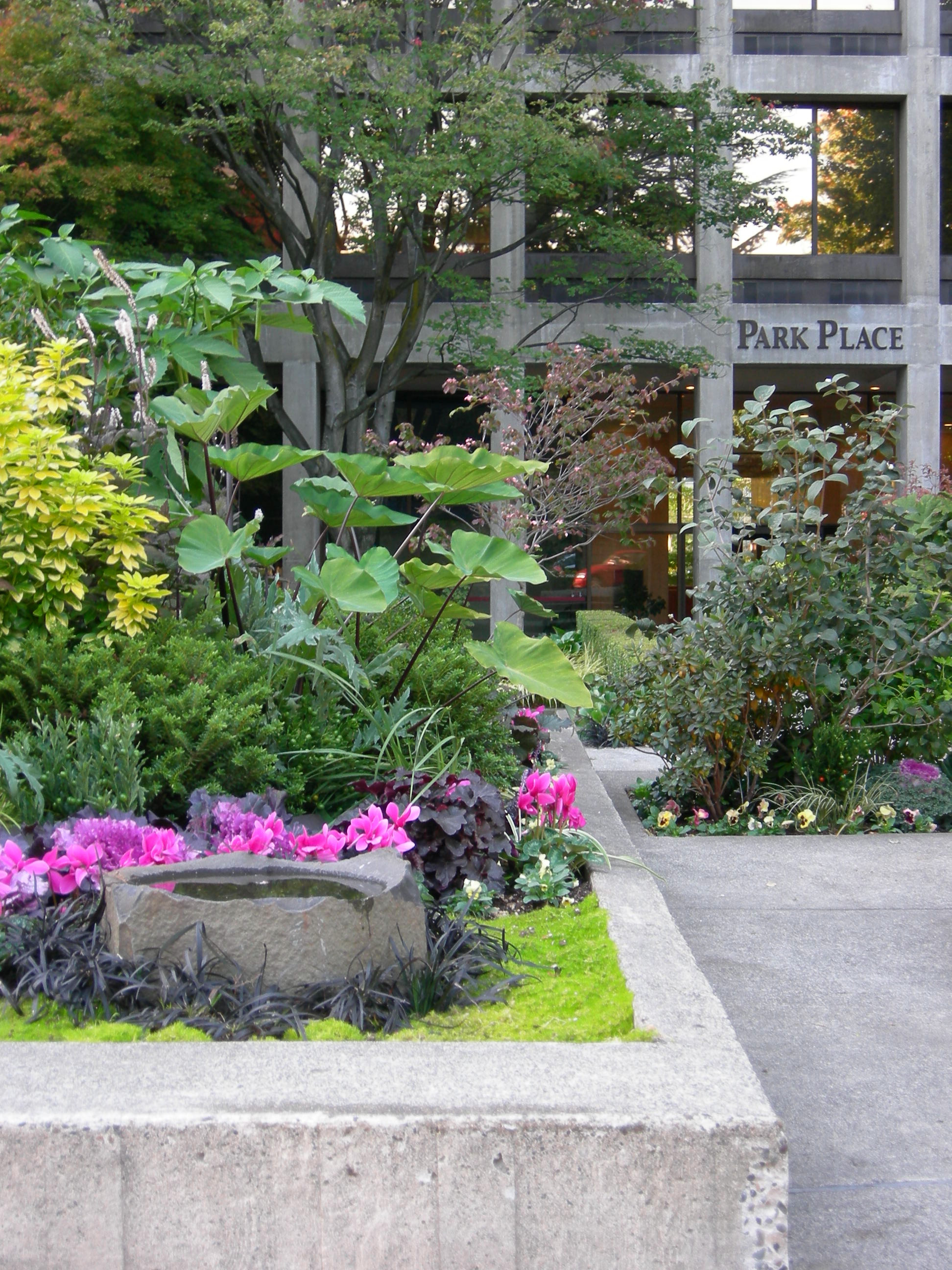
Vegetación
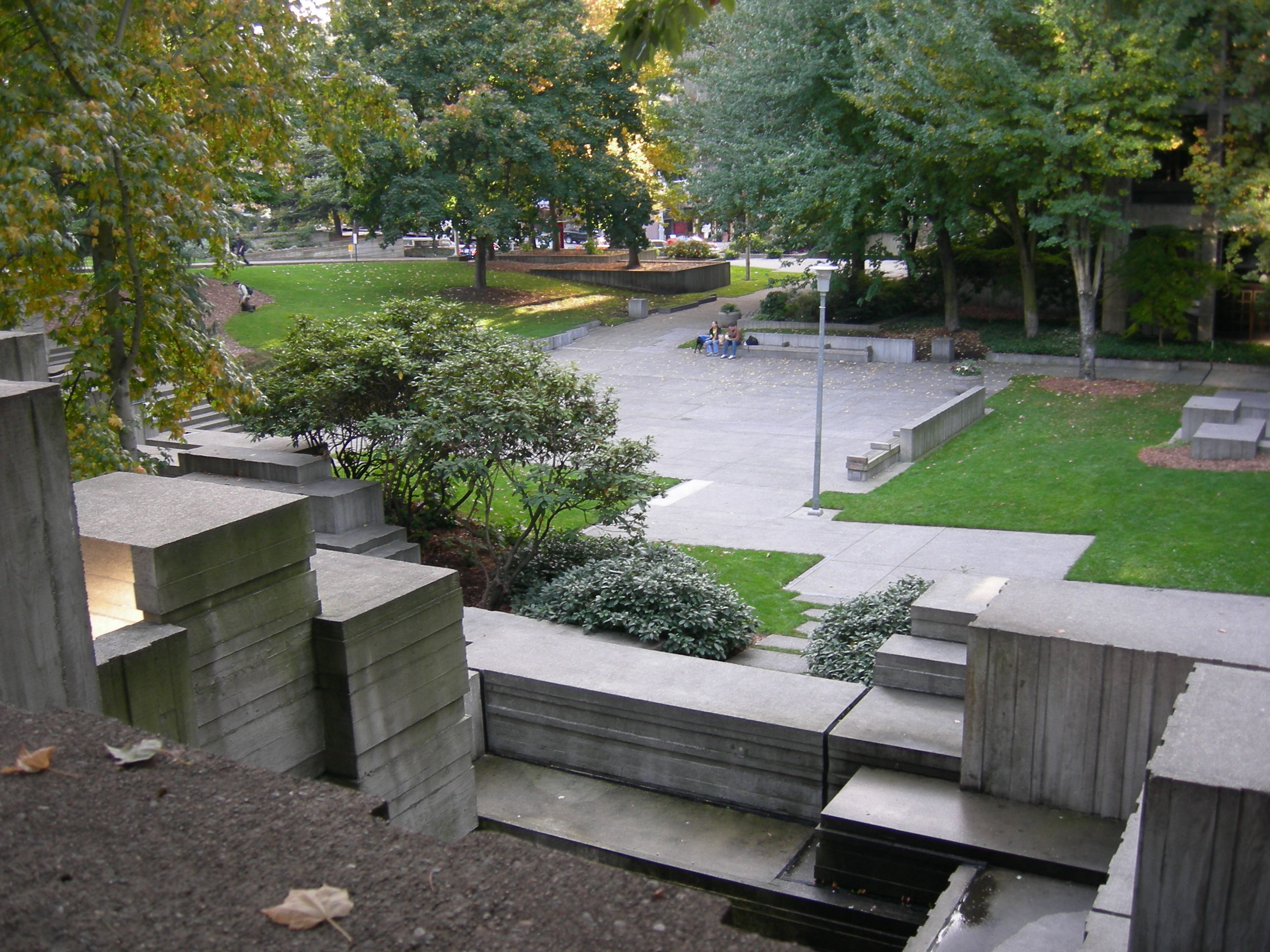
Espacio lateral
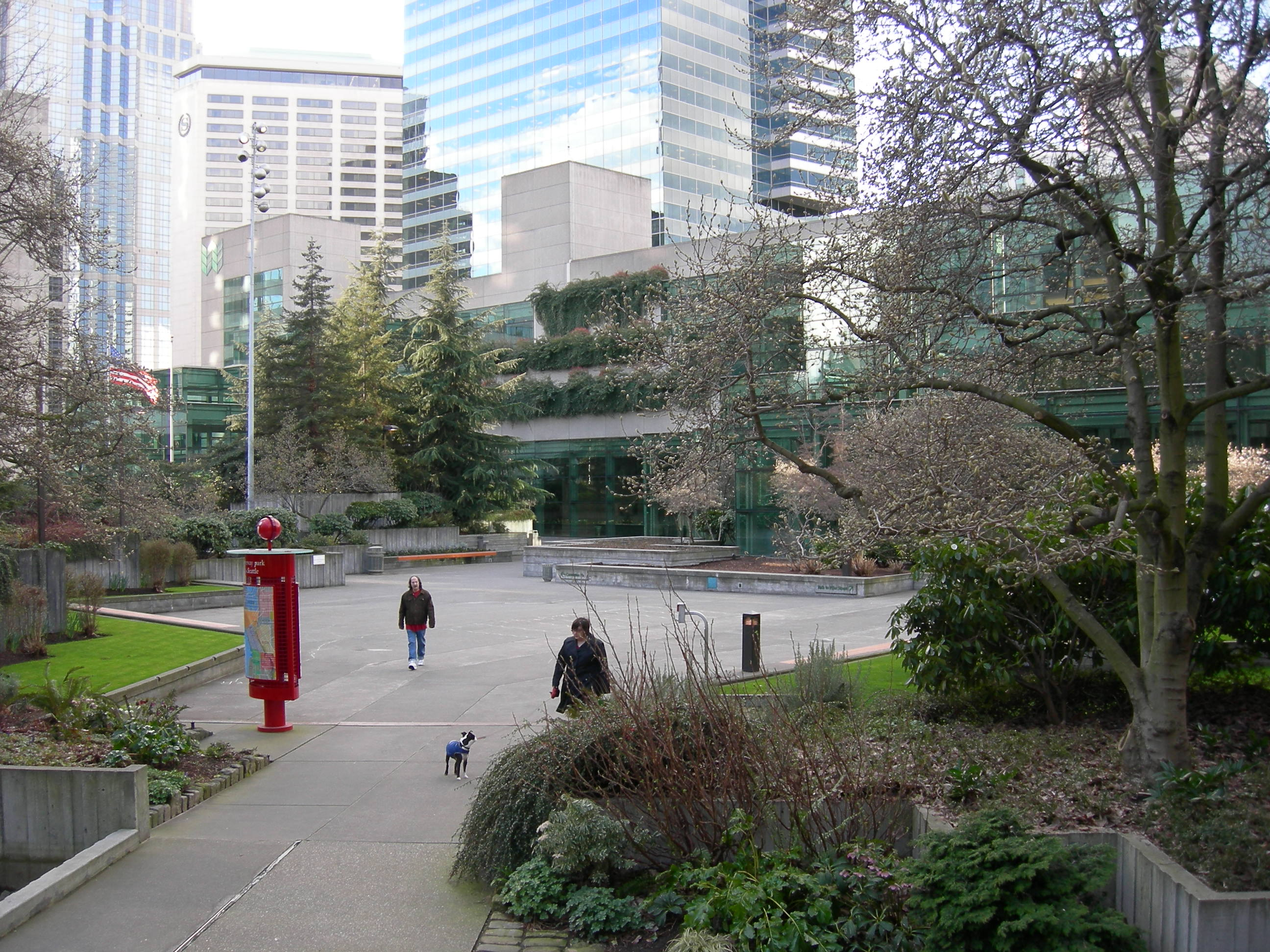
Plaza central
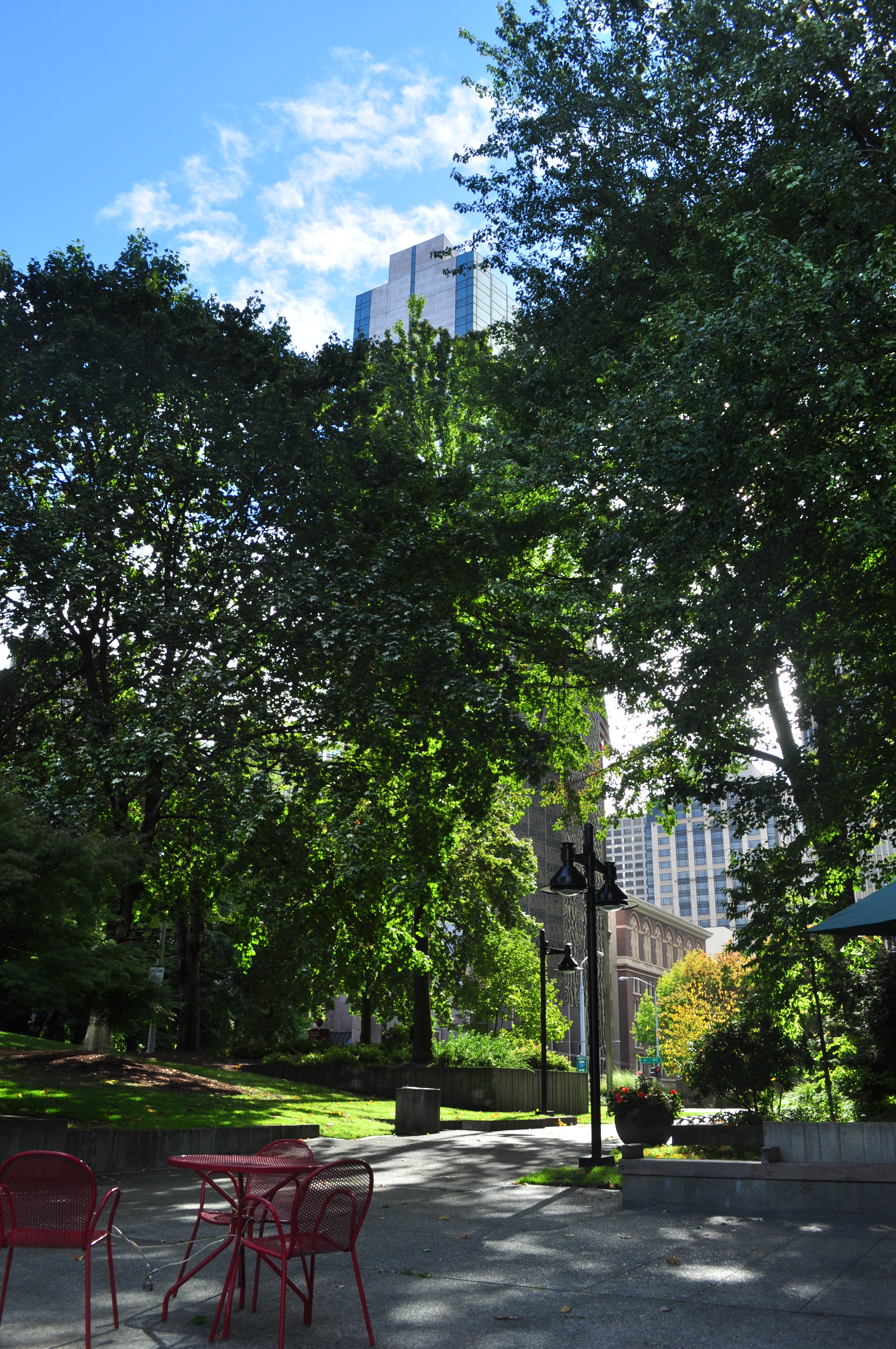
Sendero arborizado
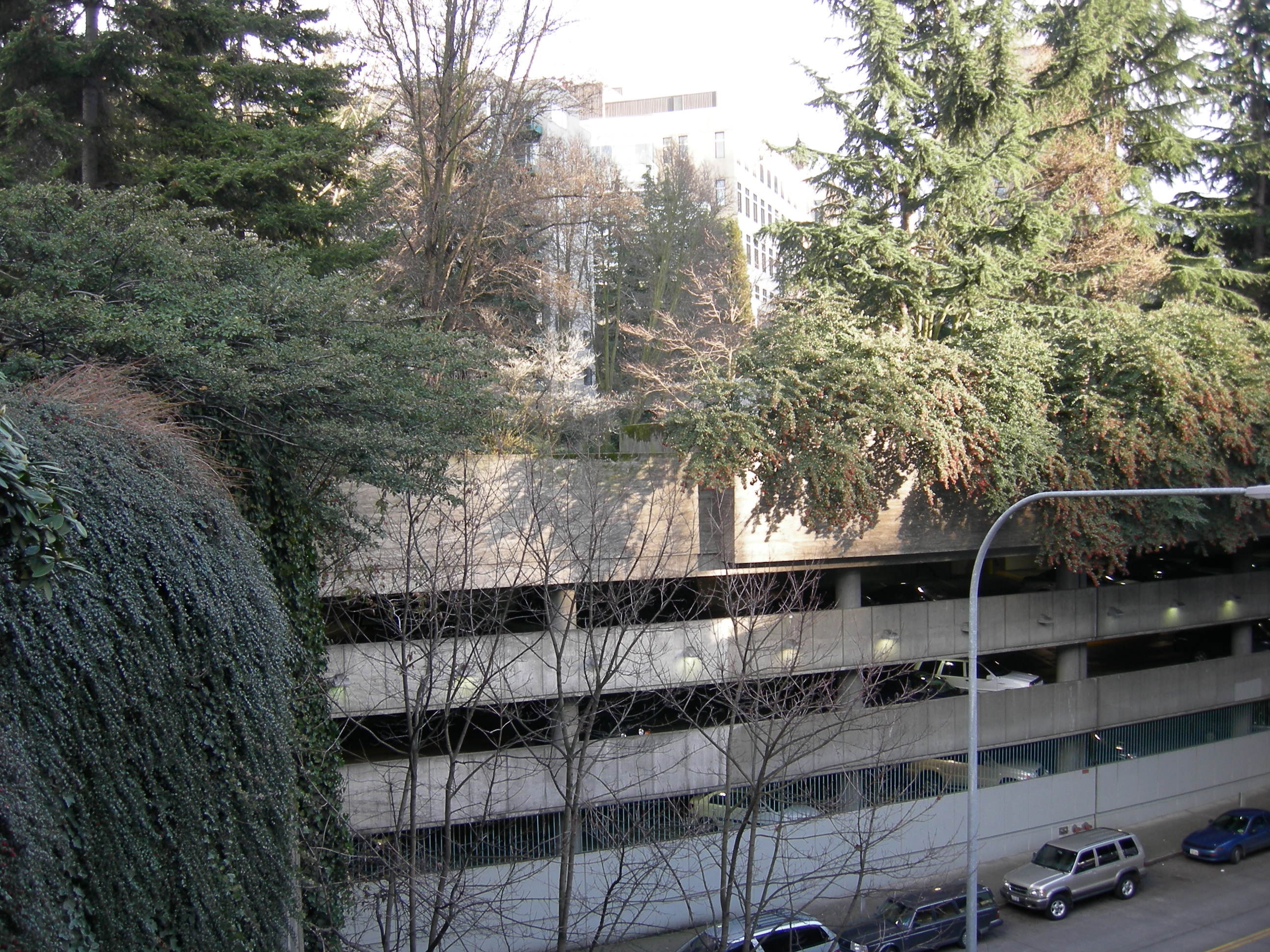
Parqueadero debajo del parque
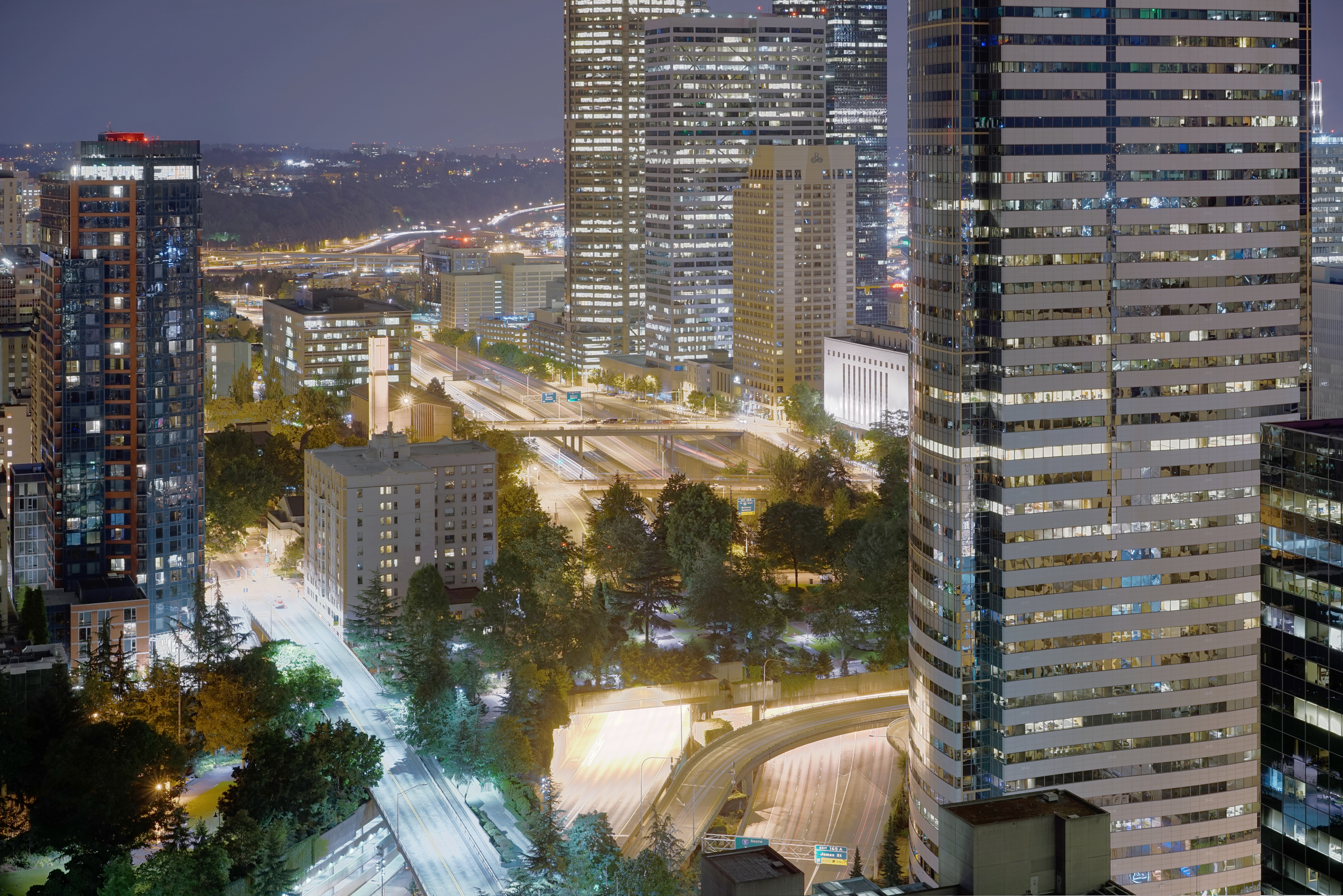
Vista nocturna